# Girolamo della Volpaia
Girolamo della Volpaia (1530 – 1614) è stato un inventore italiano.

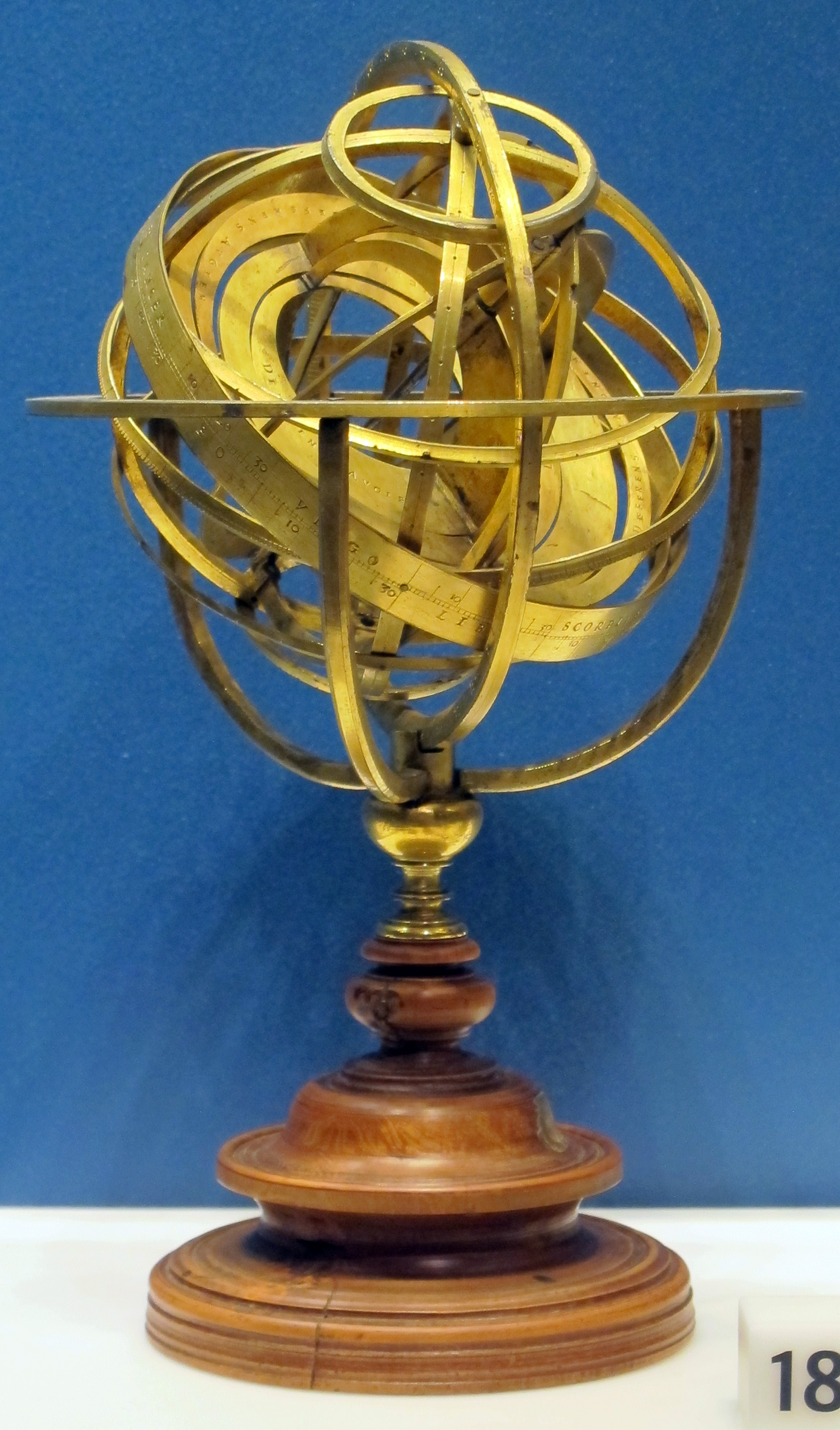
Sfera armillare realizzata da Girolamo della Volpaia e conservata al Museo Galileo di Firenze.

Orologiaio e costruttore di strumenti scientifici, Girolamo proseguì l'attività del padre Camillo e degli zii Benvenuto ed Eufrosino. Nel 1554 costruì una sfera armillare, oggi conservata presso il Science Museum di Londra. Nel 1560 successe al padre nella manutenzione dell'orologio grande di Palazzo Vecchio a Firenze. Chiese che gli fosse affidata anche la manutenzione dell'orologio dei pianeti costruito dal nonno Lorenzo e da lui stesso restaurato. Nel 1564 progettò un orologio per piazza San Marco a Venezia e nel 1590 costruì il suo ultimo orologio, conservato presso il Museo Galileo di Firenze (inv. 2460).